# HMS Blyth (M111)
Pour les autres navires du même nom, voir HMS Blyth.
Le HMS Blyth est un chasseur de mines de la Royal Navy de classe Sandown en service de 2001 à 2021. Il est le deuxième navire à porter ce nom, le premier étant un dragueur de mines de la Seconde Guerre mondiale de classe Bangor.

## Conception
Le HMS Blyth est un navire léger et de petite taille. Sa coque est en plastique avec des renforts de fibres de verre et de matériaux composites non magnétiques pour éviter d'interférer avec le sonar embarqué et de déclencher le mécanisme des mines.

Il est équipé d'un système de positionnement dynamique pour se maintenir en point fixe lors des interventions des plongeurs ou des robots sous-marins.

## Service
Avec son sister-ship le HMS Ramsey (M110), il a été déployé au Moyen-Orient de 2007 à 2008 durant l’opération Aintree pour tester les capacités des navires de cette classe dans un climat chaud et le maintien de leur capacité opérationnelle dans cette région.
Le HMS Blyth était l'un des quatre chasseurs de mines de la Royal Navy stationnés en permanence dans le Golfe persique. Il a également été déployé dans la mer Baltique et pour des missions nationales.
En 2013, il est invité à l'Armada de Rouen.
Retiré du service en 2021, il est vendu en 2023 avec son homologue, le HMS Pembroke, à la Roumanie. Son transfert à la Marine militaire roumaine à lieu en septembre 2023 et son transit vers la mer Noire s'effectue au mois de novembre. 

### Lien connexe
- Chasseur de mines